# نیونیتسه
نیونیتسه (به چکی: Nivnice) یک منطقهٔ مسکونی در جمهوری چک است که در ناحیه اوهرسکه هرادیشتی واقع شده‌است. نیونیتسه ۲۵٫۴۷ کیلومتر مربع مساحت و ۳٬۲۹۳ نفر جمعیت دارد و ۲۴۷ متر بالاتر از سطح دریا واقع شده‌است.